# جایزه بزرگ بلژیک ۱۹۶۷
جایزه بزرگ بلژیک ۱۹۶۷ (انگلیسی: ‎1967 Belgian Grand Prix‎) یک مسابقهٔ موتوری در رشتهٔ اتومبیل‌رانی فرمول یک بود که در تاریخ ۱۸ ژوئن ۱۹۶۷ در اسپا-فرانکورشان واقع در اسپا، بلژیک برگزار شد. این گراند پری در میان ۱۱ گراند پری در فصل ۱۹۶۷، مسابقهٔ شمارهٔ ۴ بود.
در این مسابقه که در ۲۸ دور و به مسافت ۳۹۵٫۳۶ کیلومتر (۲۴۵٫۶۶۵ مایل) برگزار شد، پول پوزیشن توسط جیم کلارک کسب شد و سریع‌ترین زمان برای طی یک دور پیست که برابر با ۳:۳۱٫۹ بود نیز توسط دن گرنی به ثبت رسید.
دن گرنی از تیم ایگل-وسلیک، جکی استوارت از تیم بی‌آرام و کریس ایمون از تیم فراری به‌ترتیب مقام‌های اول تا سوم مسابقه را کسب کردند.

## رده‌بندی قهرمانی پس از مسابقه
|       | جایگاه | راننده       | امتیاز |
| ----- | ------ | ------------ | ------ |
|       | ۱      | دنی هیولم    | ۱۶     |
|       | ۲      | پدرو رودریگز | ۱۱     |
| ۲     | ۳      | کریس ایمون   | ۱۱     |
| ۱     | ۴      | جیم کلارک    | ۱۰     |
| ۱۳    | ۵      | دن گرنی      | ۹      |
| منبع: |        |              |        |

|       | جایگاه | سازنده       | امتیاز |
| ----- | ------ | ------------ | ------ |
|       | ۱      | برابام-رپکو  | ۱۸     |
|       | ۲      | کوپر-مازراتی | ۱۴     |
| ۱     | ۳      | فراری        | ۱۱     |
| ۱     | ۴      | لوتوس-فورد   | ۱۰     |
| ۶     | ۵      | ایگل-وسلیک   | ۹      |
| منبع: |        |              |        |

یادداشت
- تنها پنج جایگاه نخست از هر رده‌بندی نمایش داده شده‌است.